# Водные объекты Мамлютского района
Водные объекты (гидрографическая сеть) Мамлютского района — система гидрологических объектов в районе Северо-Казахстанской области. 
Район богат озёрами, есть болота, реки почти отсутствуют.
Так, в Становском сельском округе насчитано 58 озер и 64 болота, их общая водная гладь составляет 1960 га.
Среди крупных озёр района — Белое, Каменное, Моховичок, Сливное.

## Водопользование
Почти все крупные населённые пункты расположены возле озёр, являвшиеся естественными источниками воды.
Сейчас в районе реализованы действия по программе «Питьевые воды», и нет больше селений, использующие для питья воду из открытых водоемов.
В водоснабжении жителей района из 40 населённых пунктов 13 пользуются магистральным водопроводом, 7 — локальными источниками водоснабжения с системой очистки воды, 4 — из глубинных скважин с разводящими сетями, 3 — из глубинных скважин, в 5 — привозная вода, в 8 — из колодцев.
Озёра используются для полива овощных культур